# Надія (фільм, 1973)
«Надія» (рос. «Надежда») — радянський історичний художній фільм 1973 року, знятий режисером Марком Донським на Кіностудії ім. М. Горького.

## Сюжет
Фільм розповідає про дитинство і юність дружини, друга і бойового соратника засновника Радянського Союзу Надії Костянтинівни Крупської. Головну увагу у фільмі приділено участі молодої революціонерки в організації боротьби робітників Петербурга за свої права, проти самодержавства.

## У ролях
- Наталія Бєлохвостікова — Надія Крупська
- Андрій Мягков — Володимир Ілліч Ленін (Ульянов)
- Данута Столярська — Єлизавета Василівна Крупська, матір Надії
- Ігор Озеров — Костянтин Гнатович Крупський, батько Надії
- Михайло Ножкин — Гліб Максиміліанович Кржижановський
- Олег Голубицький — Борис Андрійович, доктор
- Анна Твеленева — Зінаїда Павлівна Невзорова
- Віра Донська-Присяжнюк — Олександра Миколаївна Григор'єва
- Лілія Захарова — Сашенька Григор'єва
- Тамара Логінова — Олександра Михайлівна Калмикова, власниця книгарні
- Леонід Єлінсон — Роберт Едуардович Классон
- В'ячеслав Спесивцев — марксист-гуртківець
- Олексій Золотницький — марксист-гуртківець
- Наталія Дугіна — марксистка
- Володимир Разумовський — марксист-гуртківець
- Євген Красавцев — марксист-гуртківець
- Станіслав Захаров — марксист-гуртківець
- Раїса Рязанова — Фрося Меркулова
- Микола Мерзлікін — Степан Меркулов, робітник
- Владислав Ковальков — марксист-гуртківець
- Петро Любешкін — Захар Родіонович, робітник
- Микола Горлов — філер
- Володимир Ємельянов — генерал
- Федір Нікітін — Микола Ге, художник
- Микита Подгорний — Олександр Матвійович, жандармський ротмістр
- Роман Хомятов — Микола — Яків Маурер
- Ібрагім Баргі — гуртківець
- Петро Соболєвський — судовий чиновник
- Данило Сагал — Гур'янов, попечитель недільної школи
- Меєр Голдовський — Юлій Осипович Мартов
- Леонід Князєв — Єрофій
- В'ячеслав Подвиг — Василь Васильович Старков

## Знімальна група
- Режисер — Марк Донськой
- Сценаристи — Зоя Воскресенська, Ірина Донська
- Оператор — Інна Зараф'ян
- Композитор — Рафаїл Хозак
- Художник — Ольга Кравченя